# ميلارد فلمور
ميلارد فيلمور (بالإنجليزية: Millard Fillmore) (7 يناير 1800 – 8 مارس 1874) هو الرئيس الثالث عشر للولايات المتحدة (1850-1853)، وكان آخر عضو من حزب اليمين يصل إلى البيت الأبيض. فيلمور هو عضو كونغرس سابق من نيويورك، وتم انتخابه نائب رئيس في عام 1848، وتسلم الرئاسة بعد أن توفي زاكاري تايلور بشكل مفاجئ. لعب فيلمور دورا أساسيا في الوصول إلى تسوية العام 1850، وهو اتفاق قاد إلى هدنة قصيرة في النزاع حول العبودية. لم ينجح بالفوز بترشيح حزب اليمين للرئاسة في انتخابات العام 1852، ولكنه نال تأييد حزب لا أدري الوطني والمعادي للهجرة بعد أربع سنوات، واحتل المركز الثالث في الانتخابات.
وُلد فيلمور في فقر، في منطقة البحيرات الإصبعية في ولاية نيويورك، إذ كان والداه مزارعين مستأجَرين خلال سنواته الأولى. رغم حصوله على قدر ضئيل من التعليم النظامي، إلا أنه نهض من الفقر من خلال دراسته المجتهدة وأصبح محاميًا ناجحًا. حظي بأهمية كبيرة في منطقة بوفالو باعتباره محاميًا وسياسيًا، وانتُخب في جمعية ولاية نيويورك في عام 1828، وفي مجلس النواب الأمريكي في 1832. في البداية، انتمى إلى حزب مناهضة الماسونية، ولكنه أصبح عضوًا في حزب اليمين عندما تشكل في منتصف ثلاثينيات القرن التاسع عشر، إذ كان منافسًا على زعامة حزب الدولة مع رئيس التحرير ثورلو ويد، وحاميه؛ ويليام هنري سيوارد. خلال حياته المهنية، أشار فيلمور إلى العبودية بوصفها شرًا، ولكنها شر يتجاوز صلاحيات الحكومة الفيدرالية، في حين لم يكن سيوارد معاديًا للعبودية فحسب، بل رأى أيضًا أن الحكومة الفيدرالية تلعب دورًا في إنهائها. لم يكن فيلمور مرشحًا ناجحًا لشغل منصب الناطق باسم مجلس النواب عندما سيطر أعضاء حزب اليمين على المجلس في عام 1841، ولكنه أصبح رئيسًا للجنة الطرق والوسائل. بعد هزيمته في دعوة ترشيح حزب اليمين لمنصب نائب الرئيس في عام 1844، وفي منصب حاكم نيويورك في نفس العام، انتُخب فيلمور لمنصب المراقب المالي لنيويورك في عام 1847، وهو أول من تولى هذا المنصب عن طريق الانتخابات المباشرة.
بوصفه نائبًا للرئيس، تجاهل تايلور إلى حد كبير فيلمور، حتى في توزيع المحسوبية في نيويورك، التي تشاور تايلور بشأنها مع ويد وسيوارد. مع ذلك، وبصفته رئيسًا لمجلس الشيوخ، ترأس مناقشات هائجة هناك، إذ قرر الكونغرس السماح بالعبودية في معاهدة التنازل المكسيكي. أيد فيلمور مشروع القانون الشامل لهنري كلاي (وهو أساس تسوية عام 1850) رغم أن تايلور لم يؤيد ذلك. بعد أن تولى فيلمور منصب الرئيس في يوليو 1850، أقال حكومة تايلور ودفع الكونغرس لتمرير التسوية. كان قانون الرقيق الهارب، الذي عجّل بعودة العبيد الفارين إلى أولئك الذين زعموا ملكيتهم، جزءًا مثيرًا للجدال في التسوية. شعر فيلمور بأنه ملزم بواجبه في فرض هذا القرار، ولو أنه أضر بشعبيته وكذلك بحزب اليمين، الذي تشتت إلى الشمال من الجنوب. في السياسة الخارجية، دعم فيلمور البعثات البحرية الأمريكية لفتح التجارة في اليابان، وعارض المخططات الفرنسية في هاواي، وشعر بالحرج من عرقلة بعثات نارسيسو لوبيز إلى كوبا. سعى إلى ترشيحه للولاية الكاملة في عام 1852، غير أن حزب اليمين تخطاه لصالح وينفيلد سكوت.
مع انهيار حزب اليمين بعد رئاسة فيلمور، انضم الكثير من أعضاء جناح فيلمور المحافظ إلى حزب لا أدري، مشكلين الحزب الأمريكي. في ترشحه لهذا الحزب في عام 1856، لم يكن لدى فيلمور الكثير لقوله بشأن الهجرة، مركزًا بدلًا من ذلك على الحفاظ على الاتحاد، وفاز بولاية ماريلاند. كان فيلمور نشطًا في العديد من المساعي المدنية، إذ ساعد في تأسيس جامعة بوفالو وشغل منصب أول مستشار لها. في أثناء الحرب الأهلية الأمريكية، أدان فيلمور الانفصال، ووافق على ضرورة الحفاظ على الاتحاد بالقوة إذا لزم الأمر، ولكنه انتقد سياسات الحرب التي انتهجها أبراهام لينكون. بعد استعادة السلام، أيد سياسات إعادة الإعمار التي انتهجها الرئيس أندرو جونسون. رغم غموضه إلى حد كبير اليوم، إلا أن البعض امتدح فيلمور لسياسته الخارجية، وانتقده آخرون بسبب إنفاذه قانون الرقيق الهارب وارتباطه بحزب لاأدري.

## بدايات حياته
عاش فيلمور في فقر مدقع في منطقة البحيرات الإصبعية في ولاية نيويورك، وكان والداه مزارعين. حسّن فيلمور نفسه بالتعليم، وأصبح محاميا رغم أنه لم يحظ بتعليم رسمي كامل. أصبح شخصية بارزة في منطقة بوفالو كمحام وكسياسي، وفاز بالانتخابات إلى جمعية نيويورك في عام 1828، وإلى مجلس النواب الأمريكي في عام 1832.
كان فيلمور في البداية داخل الحزب المعادي للماسونية لكنه دخل حزب الويغ عندما تأسس في منتصف ثلاثينات القرن التاسع عشر، وكان منافسا لقيادة الحزب في الولاية مع المحرر ثورلو وتلميذه ويليام سيوارد. ترشح فيلمور دون نجاح لمنصب رئيس مجلس النواب عندما تولى اليمينيون قيادة البلاد في عام 1841، ولكن تم تعيينه في منصب رئيس جمعية «الطرق والوسائل». هزم فيلمور في ترشيحات حزب اليمين لمنصب نائب الرئيس في عام 1844، ومنصب حاكم نيويورك في العام نفسه، وفاز بمنصب المراقب في نيويورك عام 1847، ليكون أول من يشغل هذا المنصب عن طريق الانتخاب. خلال حياته المهنية، انتقد فيلمور الرق ووصفه بأنه شر، ولكن أمر خارج عن صلاحيات الحكومة، على النقيض من سيوارد الذي هاجم العبودية بشكل صريح.

## الرئاسة
نال فيلمور ترشيح منصب نائب الرئيس في عام 1848 بفضل أصدقائه السياسيين، وذلك مع المرشح الرئيسي زاكاري تايلور، وتم انتخاب الاثنين. تم تجاهل فيلمور من قبل تايلور في الكثير من المناصب الفدرالية ووضع سيوارد في منصب المستشار. ترأس فيلمور مجلس الشيوخ وأدار النقاشات الحامية في الكونغرس حول ما إذا كان سيسمح بالعبودية في الأراضي التي أخذت من المكسيك. دعم فيلمور مشروع قانون هنري كلاي (والذي كان أساس تسوية العام 1850) وإن لم يحظ بدعم تايلور.
توفي الرئيس تايلور في يوليو 1850، فقام فيلمور بصرف مجلس الوزراء وغير سياسة الإدارة الأمريكية. بذل الرئيس الجديد الجهود ليتم إقرار التسوية التي صدرت في سبتمبر. أثار قانون الرقيق الهارب الكثير من الجدل في هذه التسوية، وشعر فيلمور أنه ملزم بتنفيذه، رغم أنه أضرّ بشعبيته وبشعبية حزب اليمين أيضا، الذي كان ممزقا بين الشمال والجنوب. أما عن سياسة فيلمور الخارجية، فقد دعم الحملات البحرية الأمريكية لفتح التجارة في اليابان، وعارض الأهداف الفرنسية في هاواي، وعارض حملات نارسيسو لوبيز إلى كوبا. سعى فيلمور للترشح لفترة ولاية كاملة في عام 1852، ولكن حزب اليمين اختار وينفيلد سكوت بدلا عنه.

## ما بعد الرئاسة

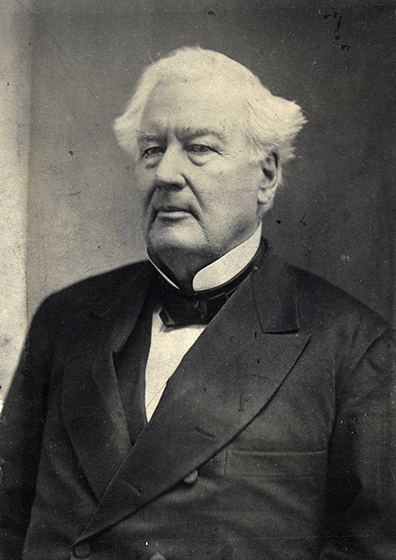
فيلمور في سنواته الأخيرة (بعد 1865)

بدأ حزب اليمين بالانحلال بعد رئاسة فيلمور، واتجه كثير من رفاقه المحافظين إلى الحزب الأمريكي (كما كان يعرف حزب لا أدري). ترشح فيلمور مجددا عام 1856، ولم يتكلم كثيرا حول مسألة الهجرة من الخارج، وبدلا من هذا ركز على المحافظة على الاتحاد، وفاز في ماريلاند فقط. تقاعد فيلمور من السياسة ونشط في العديد من المساعي المدنية في منطقة بوفالو، وساعد في تأسيس جامعة بافالو وكان أول مستشار عليها. وعندما قامت الحرب الأهلية الأمريكية، استنكر فيلمور الانفصال وشدد على وجوب المحافظة على الاتحاد بالقوة إذا لزم الأمر، ولكنه انتقد سياسات الحرب التي انتهجها أبراهام لينكون. وبعد أن حل السلام، دعم فيلمور سياسات إعادة الإعمار التي اتخذها الرئيس أندرو جونسون. يعتبر فيلمور منسيا اليوم، وإن تمت الإشادة لما قدمه بشأن السياسة الخارجية، ولكنه تعرض للانتقاد لتطبيقه قانون الرقيق الهارب ولارتباطه مع حزب لا أدري.

## معرض صور

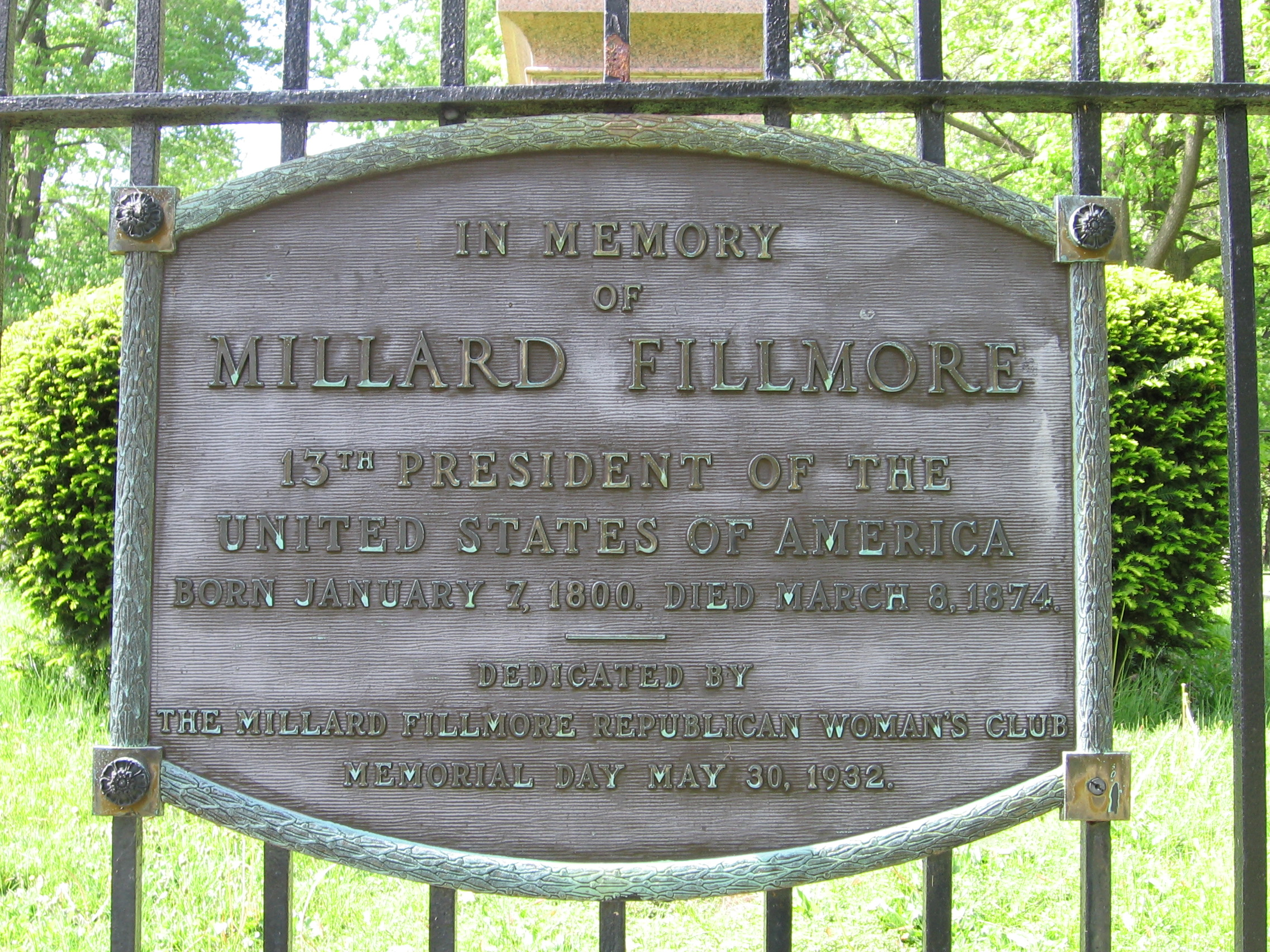
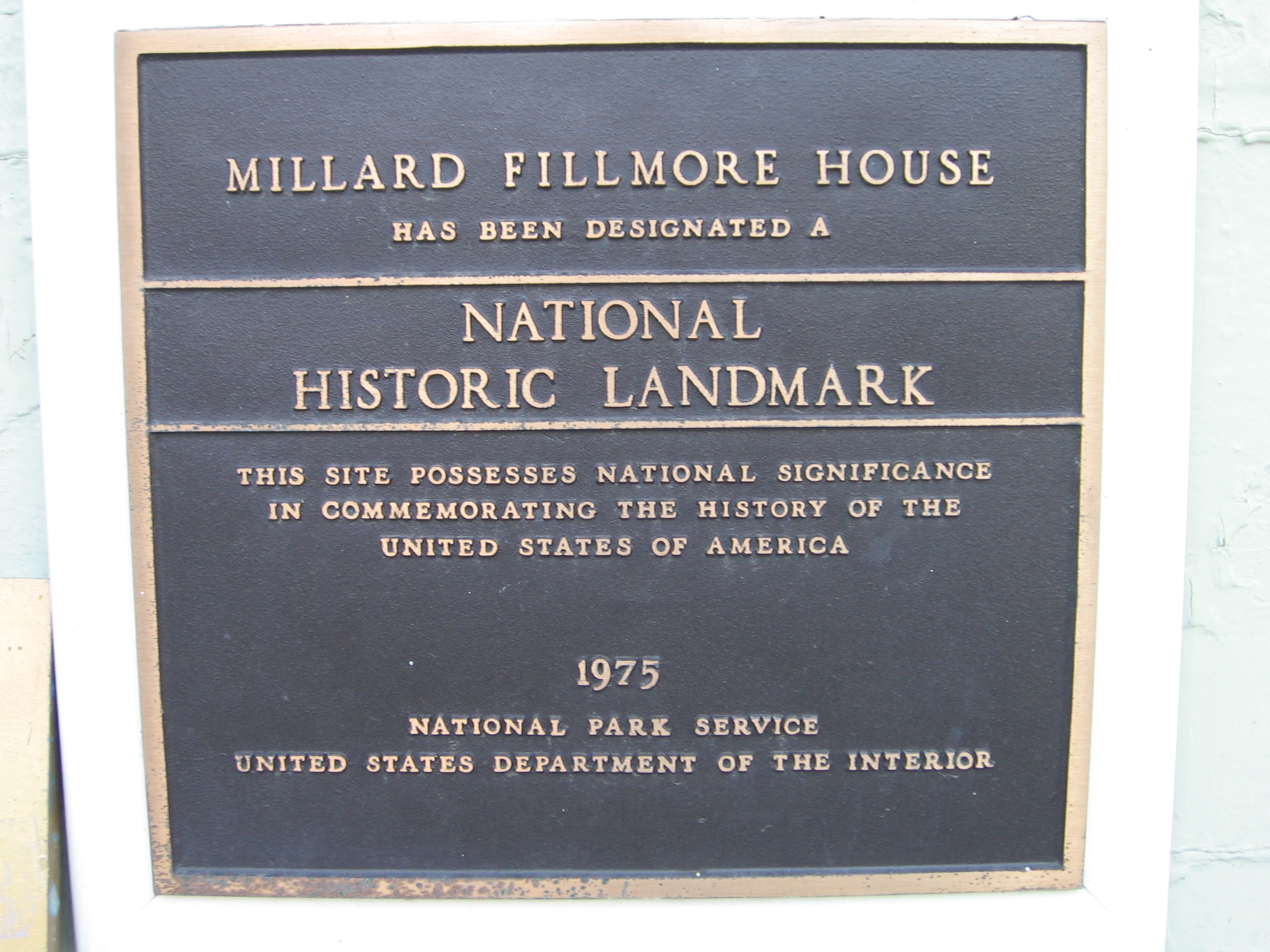
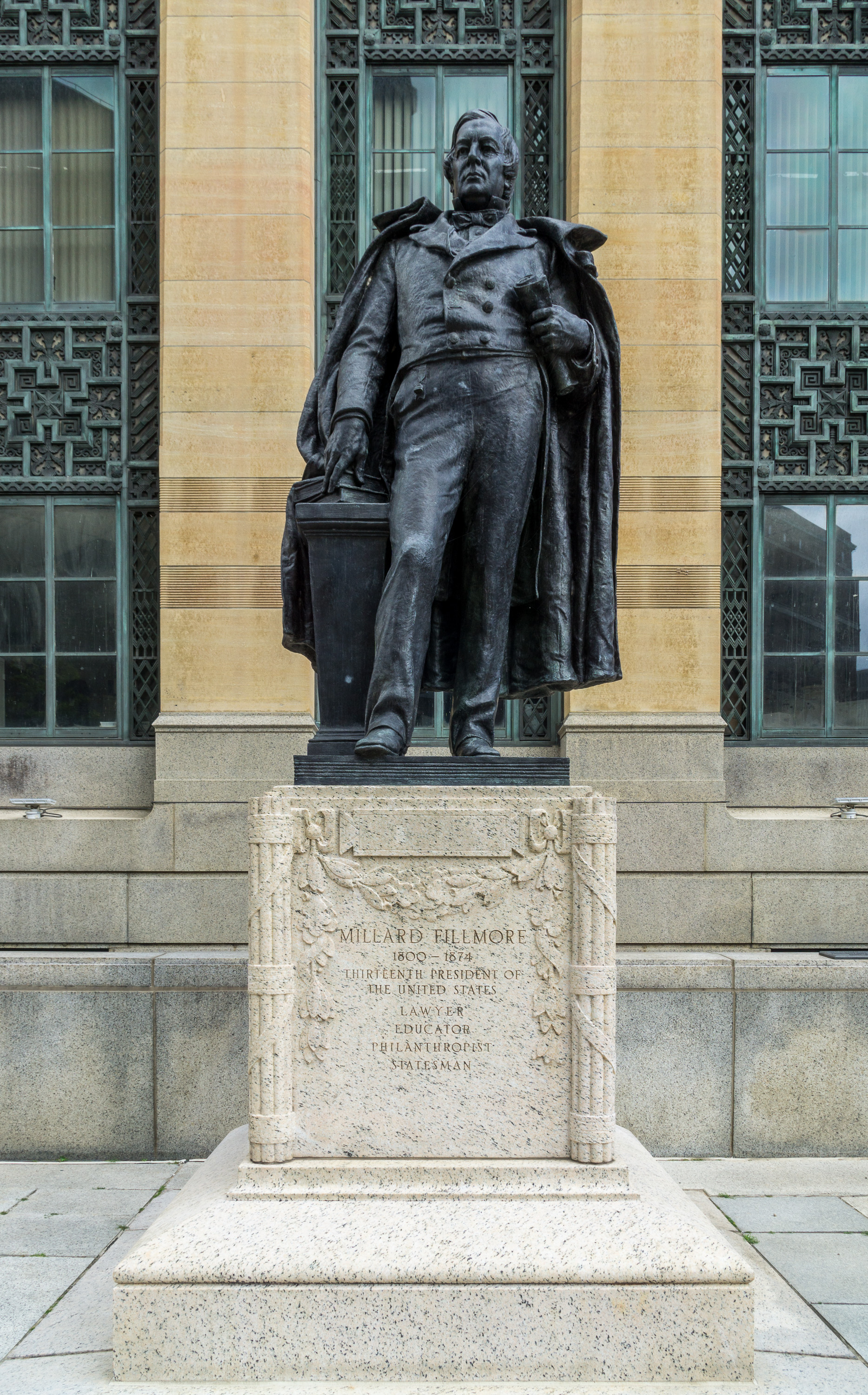

## روابط خارجية
- مقالات تستعمل روابط فنية بلا صلة مع ويكي بيانات